# Матузка
Матузка — река в России, протекает по территории Апшеронского района Краснодарского края. Устье реки находится в 81 км по правому берегу реки Пшехи. Длина реки — 17 км, площадь водосборного бассейна − 50,5 км².
В 2 км к юго-западу от хутора Гуамка на правом берегу реки Матузка находится пещера Матузка. Одной из самых древних находок многослойного среднепалеолитического поселения является фрагмент верхнего правого латерального резца неандертальца из ранневюрмского слоя 56 пещеры Матузка.

## Данные водного реестра
По данным государственного водного реестра России относится к Кубанскому бассейновому округу, водохозяйственный участок реки — Белая. Речной бассейн реки — Кубань.
Код объекта в государственном водном реестре — 06020001112108100004854.